# Ripetitore

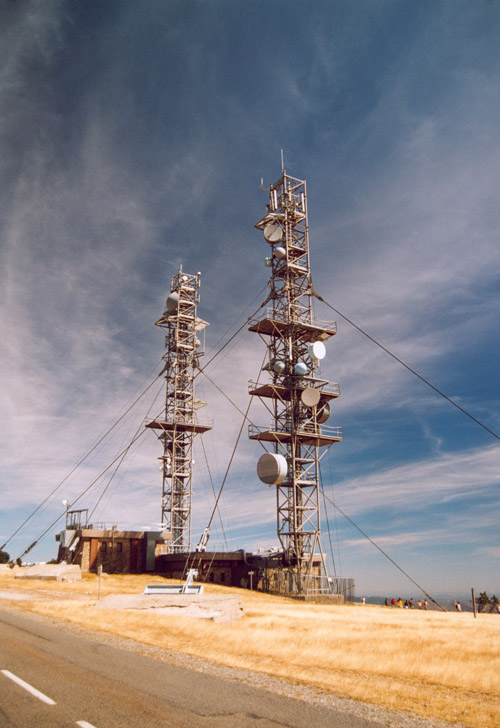
Antenne di Ripetitori in ponte radio sul Mont Aigoual, Cévennes (Francia).

Un ripetitore, nelle telecomunicazioni, indica un dispositivo elettronico che riceve in ingresso un segnale e lo ritrasmette in uscita tipicamente con un segnale a potenza maggiore cosicché la propagazione di questo può essere garantita anche a lunghe distanze senza eccessiva attenuazione e/o degradazione.

## Storia
Il termine entrò in uso nel linguaggio comune nel XIX secolo con la diffusione della telegrafia in riferimento ad un dispositivo elettromeccanico (di tipo relay) utilizzato per propagare e rigenerare i segnali del telegrafo. 
L'uso del termine è continuato nell'ambito della telefonia e della trasmissione dati ed ha validità sia nell'ambito delle reti di telecomunicazione basate su cablaggio che in quelle wireless come ad esempio nelle comunicazioni in ponte radio.

## Funzionamento

Schema base di un ripetitore che ritrasmette un segnale radio

Quando un segnale che porta informazioni passa attraverso un canale di comunicazione, viene progressivamente degradato a causa della perdita di potenza. Ad esempio, quando una chiamata telefonica passa attraverso una linea telefonica, parte dell'energia nella corrente elettrica che rappresenta il segnale audio viene dissipata come calore nella resistenza del filo di rame. Più lungo è il filo, più potenza viene persa e minore è l'ampiezza del segnale all'estremità. Quindi con un filo abbastanza lungo la chiamata non sarà udibile all'altra estremità. Allo stesso modo, più lontano da una stazione radio è un ricevitore, più debole è il segnale radio e più scarsa è la ricezione. Un ripetitore è un dispositivo elettronico in un canale di comunicazione che aumenta la potenza di un segnale e lo ritrasmette, permettendogli di viaggiare ulteriormente. Poiché amplifica il segnale, richiede una fonte di energia elettrica.
Nella rete di computer, poiché i ripetitori lavorano con il segnale fisico effettivo e non tentano di interpretare i dati trasmessi, operano sul livello fisico, il primo livello del modello OSI.

## Tecnologia
Esistono tre tipi principali di impianti:
1. ripetitore trasparente: un dispositivo analogico che riceve, amplifica e ritrasmette un segnale di ingresso indifferentemente dalla sua natura (analogica o digitale), evitandone l'eccessiva attenuazione fisica in potenza;
2. ripetitore rigenerativo: un dispositivo digitale che riceve, demodula, rigenera ovvero filtra, amplifica, rimodula e ritrasmette un segnale digitale permettendone oltre all'amplificazione anche una rigenerazione completa (reshaping) contro eventuali effetti di distorsione.
3. ripetitore passivo: un dispositivo non alimentato che lavora grazie ai soli guadagni delle antenne e ha lo scopo di superare un ostacolo cambiando direzionalità al segnale radio ricevente, senza utilizzare amplificazione attiva o rigenerazione.

## Gestione dei dati

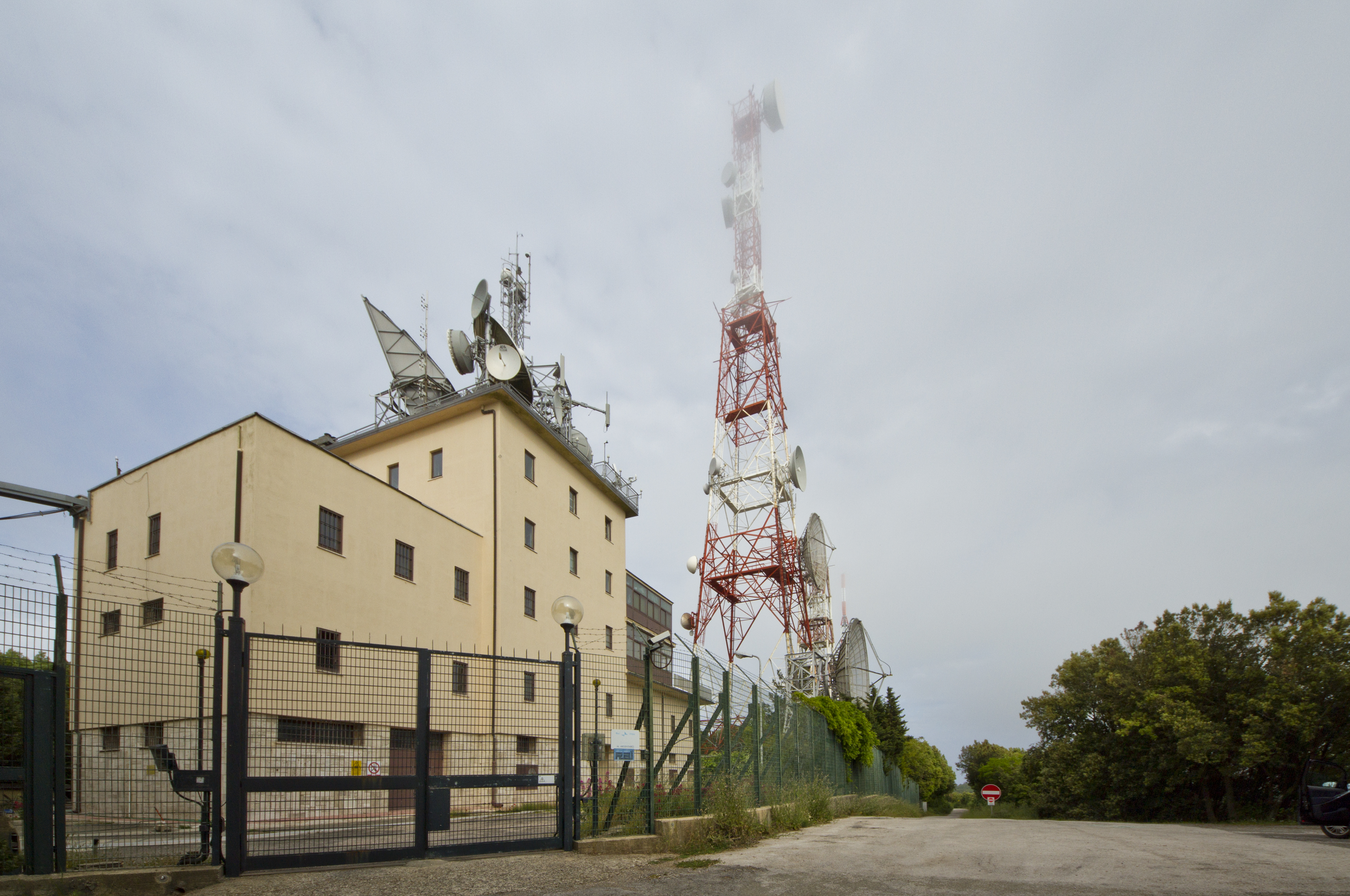
Ripetitori RAI di Monte Telegrafo all'Argentario

### Ripetitore analogico
Questo tipo viene utilizzato nei canali che trasmettono dati sotto forma di un segnale analogico in cui la tensione o la corrente è proporzionale all'ampiezza del segnale, come in un segnale audio.
Vengono anche utilizzati nelle linee di giunzione che trasmettono segnali multipli utilizzando il multiplexing a divisione di frequenza (FDM). I ripetitori analogici sono composti da un amplificatore lineare e possono includere filtri elettronici per compensare la frequenza e la distorsione di fase nella linea.

### Ripetitore digitale
Detto anche digipeater, viene utilizzato in canali che trasmettono dati tramite segnali digitali binari, in cui i dati sono sotto forma di impulsi con solo due possibili valori, che rappresentano le cifre binarie 1 e 0. Un ripetitore digitale amplifica il segnale, e può anche ritemprare, risincronizzare e rimodellare gli impulsi. Un ripetitore che esegue le funzioni di retinatura o risincronizzazione può essere chiamato rigeneratore.

## Tipologie

### Ripetitore telefonico
Questo è usato per aumentare la gamma di segnali telefonici in una linea telefonica. Sono più frequentemente utilizzati nelle linee di giunzione che trasportano chiamate a lunga distanza.
In una linea telefonica analogica costituita da una coppia di fili, è costituita da un circuito amplificatore costituito da transistor che utilizzano l'alimentazione da una sorgente di corrente continua per aumentare la potenza del segnale audio in corrente alternata sulla linea. Dal momento che il telefono è un duplex (bidirezionale) sistema di comunicazione, la coppia di fili trasporta due segnali audio, uno in ogni direzione. Quindi i ripetitori telefonici devono essere bilaterali, amplificando il segnale in entrambe le direzioni senza causare feedback, il che complica notevolmente il loro design. I ripetitori telefonici erano il primo tipo di ripetitore ed erano alcune delle prime applicazioni di amplificazione.  Lo sviluppo di ripetitori telefonici tra il 1900 e il 1915 rese possibile il servizio telefonico a lunga distanza. Tuttavia, la maggior parte dei cavi di telecomunicazione sono ora cavi in fibra ottica che usano ripetitori ottici (sotto).

### Ripetitore di cavo sottomarino
Questo è un tipo di ripetitore telefonico utilizzato nei cavi sottomarini per telecomunicazioni sottomarini.

### Ripetitore di comunicazioni ottiche
Questo è usato per aumentare la gamma di segnali in un cavo in fibra ottica. Le informazioni digitali viaggiano attraverso un cavo in fibra ottica sotto forma di brevi impulsi di luce. La luce è composta da particelle chiamate fotoni, che possono essere assorbite o disperse nella fibra. Un ripetitore ottico di comunicazioni di solito consiste in un fototransistor che converte gli impulsi luminosi in un segnale elettrico, un amplificatore per aumentare la potenza del segnale, un filtro elettronico che rimodella gli impulsi e un laser che converte nuovamente il segnale elettrico in luce e invia fuori l'altra fibra. Tuttavia, amplificatori ottici sono stati sviluppati per i ripetitori per amplificare la luce stessa senza la necessità di convertirla prima in un segnale elettrico.

## Utilizzo

### Sistemi radio

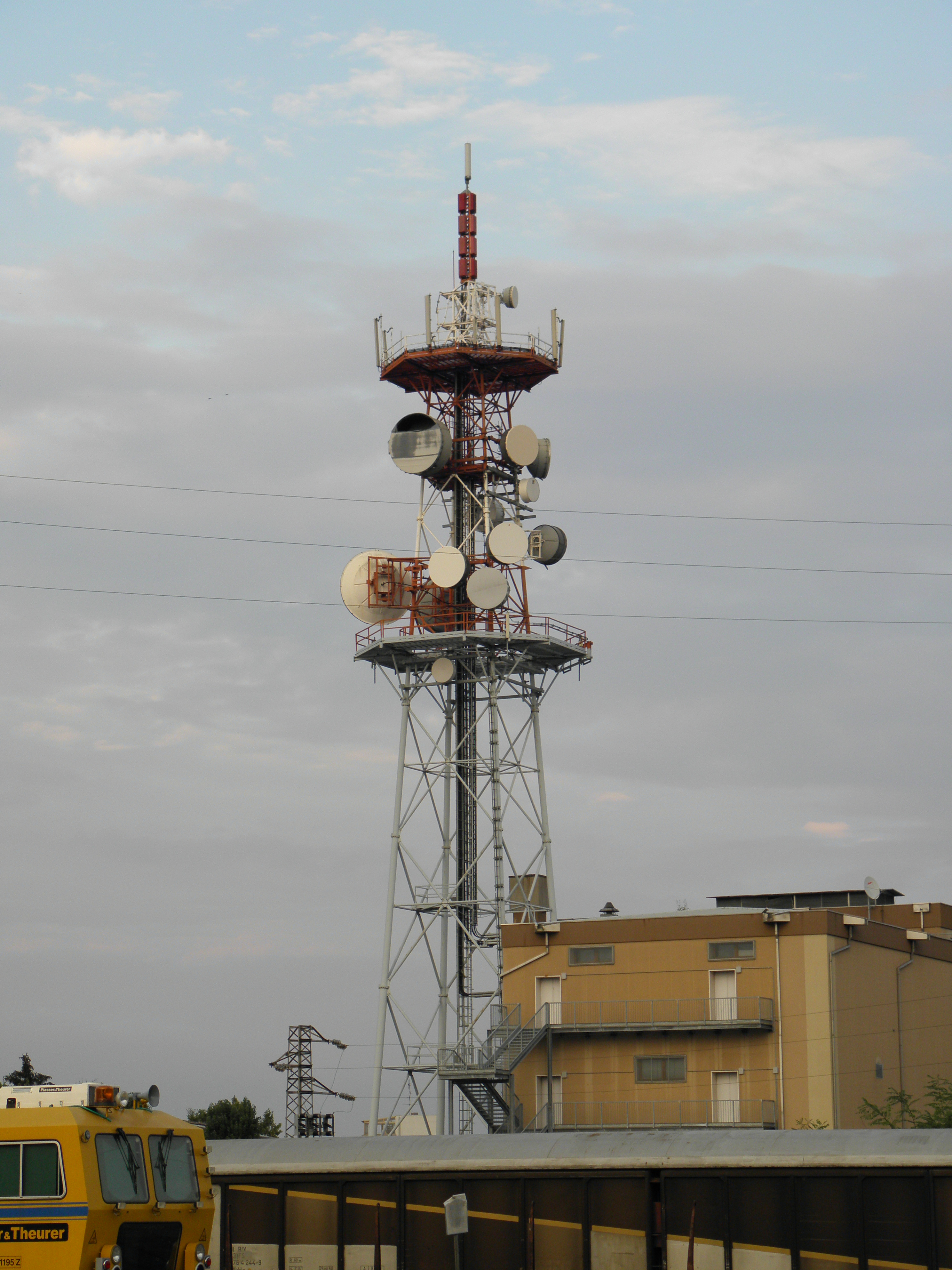
Esempio di ripetitore in ponte radio con tipiche antenne paraboliche direttive

Nelle radiocomunicazioni i ripetitori sono usati in maniera estensiva nel fornire radiosegnali in un'ampia area, mentre nei sistemi di emergenza (es. in dotazione a polizia, vigili del fuoco, ambulanza, taxi e altri servizi) sono sinonimi di stazione radio che forniscono entrambe le funzioni.
Un ripetitore simplex usa una sola frequenza sia in ricezione che in trasmissione (isofrequenza): riceve, memorizza, e ritrasmette immediatamente dopo ripetendo i segnali ricevuti ad una maggiore potenza elettromagnetica, ma ritardati nel tempo di un certo tempo di latenza. Sono utilizzati a fini didattici e da sperimentatori/hobbisti (es. PMR 446) in virtù della loro semplicità costruttiva e basso costo; sono conosciuti anche come "store and forward", "pappagalli elettronici" o "parrot".
Un ripetitore duplex usa invece due frequenze: una frequenza di "input" che riceve e controlla i segnali in ingresso, e una frequenza di "output" su cui si ritrasmettono in uscita ad una maggiore potenza i segnali ricevuti in ingresso.
In quanto sottosistemi di un'infrastruttura in ponte radio i ripetitori possono implementare tecniche di radiotrasmissione in diversità di spazio o di frequenza, al pari del nodo di origine o destinazione finale.
I ripetitori radio tipicamente sono piazzati in zone che massimizzano gli effetti radiopropagativi per i loro scopi. Si hanno:
- ripetitori low-level,  usati per la comunicazione locale e piazzati ad una grande altezza per ridurre le interferenze con altri utenti/sistemi operanti alle stesse radiofrequenze. Sono usati per aree ampie come città intere o piccoli edifici.
- ripetitori high-level sono piazzati su alte torri o in cima alle montagne per massimizzare l'area di copertura. Con questi sistemi gli utenti con radio poco potenti (come un "walkie-talkie") possono comunicare con altri anche su parecchi chilometri.

Nel campo radioamatoriale, i ripetitori sono tipicamente non usati come stazione-base per un singolo utente o gruppo; ciononostante forniscono altri servizi come una connessione autopatch per una linea telefonica POTS/PSTN per utenti remoti. Questi tipi di ripetitori tipicamente hanno un tono squelch (CTCSS o PL tone) implementato, per prevenirli dall'essere utilizzati accidentalmente per interferenza da altri ripetitori.

### Broadcasting
I ripetitori sono anche usati estensivamente nel broadcasting, dove sono conosciuti come traslatori o amplificatori. Ripetitori sono anche gli access point Wi-Fi delle WLAN quando questi ripetono in broadcast, a livello fisico, nella propria area di copertura il segnale verso altri access point limitrofi per consentire la propagazione del segnale fino a destinazione (modalità Extended Service Set (ESS)) lavorando però anche a livello datalink.

### Rete telefonica cellulare
Nelle rete di telefonia cellulare le "stazioni radio base" assolvono le funzionalità di ripetitori del segnale radio da e verso una stazione radio base di riferimento attraverso un collegamento direttivo (antenne paraboliche o mini-link) offrendo una copertura radio verso una nuova cella permettendo un aumento di banda grazie al riuso di frequenza.
Un ripetitore passivo indica invece un particolare tipo di ripetitore, utilizzato per poter superare ostacoli naturali che ostruirebbero la linea di vista tra due terminali radio, senza operare alcun tipo di amplificazione o rigenerazione operando quindi in maniera del tutto passiva. Esso consiste dunque in una coppia di antenne opportunamente collocate che ricevono e ritrasmettono il segnale cambiandone solamente la direzione di irradiazione. Può essere collocato in punti elevati ovviando all'installazione di apparati elettronici che richiederebbero energia di alimentazione e la cui manutenzione risulterebbe più complicata e costosa.
In casi particolari, normalmente con angoli di ripetizione inferiori ai 90º, si può utilizzare uno specchio metallico che riflette le onde elettromagnetiche con area di diversi metri quadrati opportunamente orientato, invece di due antenne accoppiate. In alcuni casi particolarmente critici per la presenza di ostacoli difficilmente superabili, si può utilizzare l'inserimento di doppi o addirittura tripli ripetitori passivi.
La tecnica risulta particolarmente vantaggiosa se il punto di ripetizione passiva è vicino a uno dei due terminali attivi, in modo da ridurre le perdite totali del collegamento.

### Sistemi cablati
I ripetitori sono spesso usati nei cavi transcontinentali e transoceanici (cavi sottomarini), perché l'attenuazione del segnale (signal loss) su tali distanze potrebbe essere completamente inaccettabile senza di essi ai fini della ricetrasmissione. I ripetitori sono usati sia nei cavi in rame che trasportano segnali elettrici sia nelle fibre ottiche che trasportano la segnali ottici. In questo ambito sono più noti come amplificatori e rigeneratori.

### Reti di computer
Tra le reti di broadcast vanno ricordate le LAN dove il repeater viene usato soprattutto con un particolare dispositivo di rete che è l'hub cioè un repeater multiporta.

## Problematiche per la salute umana
Oltre alle problematiche di tipo paesaggistico per l'impatto visivo dei ripetitori su panorami e zone di alta valenza paesaggistica, vi sono timori per la salute a causa dei possibili effetti dannosi delle onde elettromagnetiche. L'Istituto Ramazzini nel 2018 ha terminato uno studio pluriennale condotto su ratti sottoposti a radio frequenze; nel sottogruppo di ratti maschi sottoposti all'intensità di campo più elevata (50 V/m) l'istituto ha identificato evidenze statisticamente significative della comparsa di tumori rari al cuore e al cervello, mentre non sono stati rilevati effetti significativi né nel corrispondente gruppo di ratti femmina, né nei gruppi esposti a campi di intensità inferiore.
I limiti di legge sono tuttavia assai inferiore a questa soglia, essendo fissati in 15V/m e ricordando che l'intensità di campo diminuisce con il quadrato della distanza dalla sorgente.